# Евстратов, Михаил Тимофеевич
Михаил Тимофеевич Евстратов (ноябрь 1890, Таврическая губерния — после 1922) — подполковник, Георгиевский кавалер. Участник Голодного похода, начальник штаба 1-й Оренбургской казачьей дивизии (1920—1921); принимал участие в походе корпуса генерала Бакича в Монголию (1921).

## Биография
Михаил Евстратов родился в ноябре 1890 года в Мелитопольском уезде Таврической губурнии в семье мещанина Тимофея Гавриловича Евстратова, проживавшего в селе Михайловка и владевшего тремя или четырьмя домами. Михаил окончил Мелитопольское реальное училище и Одесское военное училище. На 1915 год Евстратов имел звание подпоручика, позже дослужился до подполковника. Во время Первой мировой войны Михаил Тимофеевич проходил службу в Керчь-Еникальском 135-м пехотном полку, воевал в австро-венгерской Галиции — будучи в чине подпоручика этого полка он стал Георгиевским кавалером. Затем он состоял младшим офицером полка и командиром роты, а позже получил под своё командование батальон.
Евстратов состоял на должности курсового офицера в Первой Житомирской школе прапорщиков (Житомирская школа прапорщиков Государственного ополчения Юго-Западного фронта). С середины октября 1917 года он проходил курс в Военной академии (третья очередь) — бывшей «Императорской Николаевской военной академии», из названия которой в те годы исчезли слова «Императорская» и «Николаевская». Будучи на обучении в Академии, Михаил Тимофеевич был отправлен в составе учащихся и преподавателей в Казань, где попал в плен к белогвардейцам, взявшим город.
После пленения Михаил Евстратов перешёл на сторону белых — оказался в Главном управлении Генерального штаба на посту помощника начальника топографического отдела. Затем, в 1918 году, он стал помощником начальника разведывательного отделения Ставки Верховного Главнокомандующего, расположенной в Уфе, специализируясь по части прифронтовой разведки. С октября 1919 года Евстратов состоял на той же должности в штабе Оренбургской армии. В ноябре-декабре он стал участником Голодного похода. С января 1920 года Михаил Тимофеевич был причислен к отряду атамана А. И. Дутова — прикомандирован к штабу. 27 марта 1920 года Евстратов оказался в эмиграции в Западном Китае. Был интернирован в лагере НКВД на реке Эмиль.
С августа 1920 года Михаил Евстратов стал начальником штаба 1-й Оренбургской казачьей дивизии. Через год, с августа 1921, он получил пост начальника штаба Сибирской бригады — назначение произошло в городе Шара-Сумэ. В том же году он был причислен к отдельному Оренбургскому корпусу генерала Андрея Бакича — стал участником похода в Монголию. 23 декабря 1921 года Евстратов добровольно сдался в плен красным партизанам в Урянхайском крае. Был направлен в Красноярск и Иркутск, где содержался в местной тюрьме. В мае 1922 года большевистские власти судили Михаила Тимофеевича в Новониколаевске. В результате, 25 мая он был приговорён военной коллегией Сибирского отделения Верховного трибунала ВЦИК приговорен к условному лишению свободы на три года с содержанием под стражей. По данным на ноябрь он отбывал наказание в Новониколаевске.

## Награды
- Орден Святого Георгия 4 степени[5][6]: 17 (30) октября 1915

## Произведения
- Евстратов М. Т. Конспективный военно-географический очерк театра военных действий 1918—1919 гг. Составлен разведотделом управления Ген.-Квартирмейстера при Верховном Главнокомандующем по описаниям, изданным штабом Казанского военного округа в 1907—1912 гг. — Омск, 1919.

## Семья
Михаил Тимофеевич Евстратов был женат на Людмиле Васильевне, родившейся в 1901 году. В их семье была дочь Елена (род. 1921).